# Chalepides fuliginosus
Chalepides fuliginosus är en skalbaggsart som beskrevs av Hermann Burmeister 1847. Chalepides fuliginosus ingår i släktet Chalepides och familjen Dynastidae. Inga underarter finns listade i Catalogue of Life.